# 日本史時代劃分表
日本史時代劃分表顯示出日本歷史上各時代的聯繫，方便橫向和縱向多方位的比較和研究。
| 公元年                        | 琉球（沖繩及奄美）                       | 北海道                             | 本州、四國、九州                                          | 本州、四國、九州                                          | 文化              | 主要事件             |
| ----------------------------- | ---------------------------------------- | ---------------------------------- | --------------------------------------------------------- | --------------------------------------------------------- | ----------------- | -------------------- |
| 数十万年前 \| 約一万年前      | 旧石器時代                               | 旧石器時代                         | 旧石器時代                                                | 旧石器時代                                                | 旧石器文化        |                      |
| 約一万年前 \| 約六千年前      | 旧石器時代                               | 繩文時代                           | 繩文時代 （約12000年前 \| 前3世紀）                       | 繩文時代 （約12000年前 \| 前3世紀）                       | 繩文文化          | 稻作農耕             |
| 約六千年前 \| 前4世紀         | 貝塚時代 （約6000年前 \| 12世紀）        | 繩文時代                           | 繩文時代 （約12000年前 \| 前3世紀）                       | 繩文時代 （約12000年前 \| 前3世紀）                       | 繩文文化          |                      |
| 前3世紀                       | 貝塚時代 （約6000年前 \| 12世紀）        | 續繩文時代 （2世紀 \| 7世紀）      | 彌生時代 （前3世紀 \| 3世紀）                             | 彌生時代 （前3世紀 \| 3世紀）                             | 彌生文化          | 水田農耕             |
| 前2世紀                       | 貝塚時代 （約6000年前 \| 12世紀）        | 續繩文時代 （2世紀 \| 7世紀）      | 彌生時代 （前3世紀 \| 3世紀）                             | 彌生時代 （前3世紀 \| 3世紀）                             | 彌生文化          |                      |
| 前1世紀                       | 貝塚時代 （約6000年前 \| 12世紀）        | 續繩文時代 （2世紀 \| 7世紀）      | 彌生時代 （前3世紀 \| 3世紀）                             | 彌生時代 （前3世紀 \| 3世紀）                             | 彌生文化          |                      |
| 1世紀                         | 貝塚時代 （約6000年前 \| 12世紀）        | 續繩文時代 （2世紀 \| 7世紀）      | 彌生時代 （前3世紀 \| 3世紀）                             | 彌生時代 （前3世紀 \| 3世紀）                             | 彌生文化          | 倭奴國、金印授綬     |
| 2世紀                         | 貝塚時代 （約6000年前 \| 12世紀）        | 續繩文時代 （2世紀 \| 7世紀）      | 彌生時代 （前3世紀 \| 3世紀）                             | 彌生時代 （前3世紀 \| 3世紀）                             | 彌生文化          |                      |
| 3世紀                         | 貝塚時代 （約6000年前 \| 12世紀）        | 續繩文時代 （2世紀 \| 7世紀）      | 彌生時代 （前3世紀 \| 3世紀）                             | 彌生時代 （前3世紀 \| 3世紀）                             | 彌生文化          | 239 卑彌呼、曹魏遣使 |
| 3世紀                         | 貝塚時代 （約6000年前 \| 12世紀）        | 續繩文時代 （2世紀 \| 7世紀）      | 古墳時代 （3世紀後半期－4世紀初 \| 7世紀前半期－8世紀初） | 古墳時代 （3世紀後半期－4世紀初 \| 7世紀前半期－8世紀初） | 古墳文化          | 前方後圓墳出現       |
| 4世紀                         | 貝塚時代 （約6000年前 \| 12世紀）        | 續繩文時代 （2世紀 \| 7世紀）      | 古墳時代 （3世紀後半期－4世紀初 \| 7世紀前半期－8世紀初） | 古墳時代 （3世紀後半期－4世紀初 \| 7世紀前半期－8世紀初） | 古墳文化          |                      |
| 5世紀                         | 貝塚時代 （約6000年前 \| 12世紀）        | 續繩文時代 （2世紀 \| 7世紀）      | 古墳時代 （3世紀後半期－4世紀初 \| 7世紀前半期－8世紀初） | 古墳時代 （3世紀後半期－4世紀初 \| 7世紀前半期－8世紀初） | 古墳文化          | 倭五王、南朝遣使     |
| 6世紀                         | 貝塚時代 （約6000年前 \| 12世紀）        | 續繩文時代 （2世紀 \| 7世紀）      | 古墳時代 （3世紀後半期－4世紀初 \| 7世紀前半期－8世紀初） | 古墳時代 （3世紀後半期－4世紀初 \| 7世紀前半期－8世紀初） | 古墳文化          |                      |
| 飛鳥時代 （6世紀末 - 710）    | 飛鳥時代 （6世紀末 - 710）               | 續繩文時代 （2世紀 \| 7世紀）      | 飛鳥文化                                                  |                                                           |                   |                      |
| 飛鳥時代 （6世紀末 - 710）    | 飛鳥時代 （6世紀末 - 710）               | 續繩文時代 （2世紀 \| 7世紀）      | 飛鳥文化                                                  | 7世紀                                                     | 645 大化改新      |                      |
| 飛鳥時代 （6世紀末 - 710）    | 飛鳥時代 （6世紀末 - 710）               | 擦文時代 （7世紀 \| 13世紀）       | 白鳳文化                                                  | 7世紀                                                     | 672 壬申之亂      |                      |
| 飛鳥時代 （6世紀末 - 710）    | 飛鳥時代 （6世紀末 - 710）               | 擦文時代 （7世紀 \| 13世紀）       | 白鳳文化                                                  | 8世紀                                                     | 701 大宝律令      |                      |
| 奈良時代 （710 - 794）        | 奈良時代 （710 - 794）                   | 擦文時代 （7世紀 \| 13世紀）       | 天平文化                                                  | 8世紀                                                     | 710 遷都平城京    |                      |
| 平安時代 （794 - 1192）       | 平安時代 （794 - 1192）                  | 擦文時代 （7世紀 \| 13世紀）       | 弘仁、 貞觀文化                                           | 8世紀                                                     | 794 遷都平安京    |                      |
| 平安時代 （794 - 1192）       | 平安時代 （794 - 1192）                  | 擦文時代 （7世紀 \| 13世紀）       | 弘仁、 貞觀文化                                           | 9世紀                                                     |                   |                      |
| 平安時代 （794 - 1192）       | 平安時代 （794 - 1192）                  | 擦文時代 （7世紀 \| 13世紀）       | 10世紀                                                    | 國風文化                                                  |                   |                      |
| 平安時代 （794 - 1192）       | 平安時代 （794 - 1192）                  | 擦文時代 （7世紀 \| 13世紀）       | 11世紀                                                    | 國風文化                                                  |                   |                      |
| 平安時代 （794 - 1192）       | 平安時代 （794 - 1192）                  | 擦文時代 （7世紀 \| 13世紀）       | 12世紀                                                    | 國風文化                                                  | 源平合戰          |                      |
| 按司時代 （12世紀 \| 14世紀） | 鎌倉時代 （1192 - 1333）                 | 鎌倉時代 （1192 - 1333）           | 12世紀                                                    | 鎌倉文化                                                  |                   |                      |
| 按司時代 （12世紀 \| 14世紀） | 鎌倉時代 （1192 - 1333）                 | 鎌倉時代 （1192 - 1333）           | 13世紀                                                    | 鎌倉文化                                                  | 阿伊努時代        | 元寇                 |
| 按司時代 （12世紀 \| 14世紀） | 鎌倉時代 （1192 - 1333）                 | 鎌倉時代 （1192 - 1333）           | 14世紀                                                    | 鎌倉文化                                                  | 阿伊努時代        |                      |
| 按司時代 （12世紀 \| 14世紀） | 建武中興（1333 - 1335）                  |                                    |                                                           |                                                           | 阿伊努時代        |                      |
| 三山時代 （14世紀－1429）     | 室町時代 （1336 - 1573）                 | 南北朝時代 （1336 - 1392）         |                                                           |                                                           | 阿伊努時代        |                      |
| 三山時代 （14世紀－1429）     | 室町時代 （1336 - 1573）                 | 南北朝時代 （1336 - 1392）         | 北山文化                                                  |                                                           | 阿伊努時代        |                      |
| 15世紀                        | 室町時代 （1336 - 1573）                 | 第一 尚氏王朝 （1429 - 1470）      |                                                           |                                                           | 阿伊努時代        | 1429 琉球統一        |
| 15世紀                        | 室町時代 （1336 - 1573）                 | 第二 尚氏王朝 （1470 - 1879）      | 戰國時代 （1493 - 1573）                                  | 東山文化                                                  | 阿伊努時代        | 應仁之亂             |
| 16世紀                        | 室町時代 （1336 - 1573）                 | 第二 尚氏王朝 （1470 - 1879）      | 戰國時代 （1493 - 1573）                                  |                                                           | 阿伊努時代        |                      |
| 安土桃山時代 （1573 - 1603）  | 安土桃山時代 （1573 - 1603）             | 第二 尚氏王朝 （1470 - 1879）      | 桃山文化                                                  | 1590 日本統一                                             | 阿伊努時代        |                      |
| 17世紀                        | 第二 尚氏王朝 （薩摩藩支配 1609 - 1872） | 江戶時代 （1603 - 1868）           | 江戶時代 （1603 - 1868）                                  | 江戶時代 （1603 - 1868）                                  | 1615 元和偃武     |                      |
| 17世紀                        | 第二 尚氏王朝 （薩摩藩支配 1609 - 1872） | 江戶時代 （1603 - 1868）           | 江戶時代 （1603 - 1868）                                  | 江戶時代 （1603 - 1868）                                  | 元禄文化          |                      |
| 18世紀                        | 第二 尚氏王朝 （薩摩藩支配 1609 - 1872） | 江戶時代 （1603 - 1868）           | 江戶時代 （1603 - 1868）                                  | 江戶時代 （1603 - 1868）                                  |                   |                      |
| 19世紀                        | 第二 尚氏王朝 （薩摩藩支配 1609 - 1872） | 江戶時代 （1603 - 1868）           | 江戶時代 （1603 - 1868）                                  | 江戶時代 （1603 - 1868）                                  | 化政文化          |                      |
| 19世紀                        | 第二 尚氏王朝 （薩摩藩支配 1609 - 1872） | 江戶時代 （1603 - 1868）           | 江戶時代 （1603 - 1868）                                  | 江戶時代 （1603 - 1868）                                  | 1858 開國         |                      |
| 19世紀                        | 戰前（大日本帝国） （1868 - 1945）       | 戰前（大日本帝国） （1868 - 1945） | 戰前（大日本帝国） （1868 - 1945）                        | 戰前（大日本帝国） （1868 - 1945）                        | 明治維新 遷都東京 |                      |
| 19世紀                        | 戰前（大日本帝国） （1868 - 1945）       | 戰前（大日本帝国） （1868 - 1945） | 戰前（大日本帝国） （1868 - 1945）                        | 戰前（大日本帝国） （1868 - 1945）                        | 日清戰爭 日俄戰爭 |                      |
| 20世紀                        | 戰前（大日本帝国） （1868 - 1945）       | 戰前（大日本帝国） （1868 - 1945） | 戰前（大日本帝国） （1868 - 1945）                        | 戰前（大日本帝国） （1868 - 1945）                        | 1910 日韓併合     |                      |
| 20世紀                        | 戰前（大日本帝国） （1868 - 1945）       | 戰前（大日本帝国） （1868 - 1945） | 戰前（大日本帝国） （1868 - 1945）                        | 戰前（大日本帝国） （1868 - 1945）                        |                   |                      |
| 20世紀                        | 戰前（大日本帝国） （1868 - 1945）       | 戰前（大日本帝国） （1868 - 1945） | 戰前（大日本帝国） （1868 - 1945）                        | 戰前（大日本帝国） （1868 - 1945）                        | 第二次世界大戰    |                      |
| 20世紀                        | 美國治理琉球時期 （1945 - 1972）         | 戰後（日本国） （1945 - 現在）     | 戰後（日本国） （1945 - 現在）                            | 戰後（日本国） （1945 - 現在）                            |                   |                      |
| 20世紀                        |                                          | 戰後（日本国） （1945 - 現在）     | 戰後（日本国） （1945 - 現在）                            | 戰後（日本国） （1945 - 現在）                            |                   |                      |
| 21世紀                        |                                          | 戰後（日本国） （1945 - 現在）     | 戰後（日本国） （1945 - 現在）                            | 戰後（日本国） （1945 - 現在）                            |                   |                      |